# Donald deAvila Jackson
(Don D. Jackson)
Donald deAvila Jackson (28 gennaio 1920 – 29 gennaio 1968) è stato uno psichiatra statunitense, pioniere degli esordi della terapia familiare e della terapia breve.
Dopo essersi formato con Harry Sullivan, ha lavorato nel gruppo di Gregory Bateson contribuendo agli studi sul doppio legame negli anni '50. Nel settembre del 1958 ha fondato il Mental Research Institute, in cui si sono formate o hanno dato contributi personalità quali Paul Watzlawick, Jay Haley, John Weakland, Virginia Satir e Milton H. Erickson.
Autore o coautore di più di 130 articoli e sette libri, ha vinto numerosi premi nel campo della psichiatria, tra cui: il premio Frieda Fromm-Reichmann per il contributo alla comprensione della schizofrenia, il primo premio Edward R. Strecker per il contributo al trattamento di pazienti ospedalizzati e nel 1967 è stato insignito del Salmon Lecturer.

## Biografia
Dopo essersi laureato in medicina presso la Stanford University, Jackson trascorse due anni nell'esercito americano, specializzandosi in neurologia. Dall'agosto 1947 all'aprile 1951 studiò presso il Chestnut Lodge e la Washington School of Psychiatry, sotto la guida di Harry Stack Sullivan, padre della Terapia Interpersonale.
Tornato a Palo Alto per cominciare l'attività libero-professionale, Jackson mostrò un importante distacco dal suo maestro: mentre Sullivan lavorava con i pazienti da soli, inferendo quali fossero state le relazioni reali vissute da questi con figure significative, Jackson si concentrò sulle relazioni vissute dal paziente con i suoi familiari nel momento attuale.
Questa prima intuizione avvenne in parte per caso. Palo Alto era una piccola cittadina e Jackson non poteva fare a meno di incontrare i parenti dei pazienti, osservando dinamiche e reazioni ai cambiamenti terapeutici di questi. In un'occasione, Jackson chiese alla madre di una paziente psicotica, che stava avendo dei miglioramenti, di non accompagnarla all'appuntamento successivo. Il giorno della seduta, però, Jackson vide che la madre si era rifiutata di seguire la sua richiesta e decise pertanto di invitarla a partecipare alla seduta. Questo è probabilmente il primo caso di terapia familiare descritto.
Nel gennaio del 1954, Jackson tenne un seminario sul concetto di omeostasi familiare al Veterans Administration Hospital a Menlo Park, in California. Tra il pubblico c'era Gregory Bateson che, alla fine dell'intervento, chiese a Jackson di partecipare alle ricerche sulla comunicazione paradossale, che stava svolgendo assieme a Jay Haley, John Weakland e William Fry. Queste ricerche sarebbero culminate nella teorizzazione del doppio legame.
Nel 1958 Jackson fondò il Mental Research Institute, che divenne il cuore della cosiddetta Scuola di Palo Alto e degli studi sulla psicologia internazionale, sulla terapia sistemica e sulla comunicazione.
Verso la metà degli anni '60, Paul Watzlawick e  Janet H. Beavin Bavelas cominciarono ad osservare e studiare le tecniche di Jackson, chiedendogli costantemente dei feedback. Alla fine, esasperato, Jackson buttò giù le idee di base e li invitò a scrivere quella che sarebbe divenuta la pietra angolare della teoria del comportamento umano nota a livello internazionale, e più specificatamente della psicologia sistemica: la Pragmatica della comunicazione umana (1967). Un significativo passo del libro rappresenta parte dell'illuminante pensiero di Jackson e della sua influenza su tutta la psicologia: "Un fenomeno rimane inspiegabile finché la gamma delle osservazioni non è ampia abbastanza da includere il contesto nel quale quel fenomeno si verifica" (p. 21).